# Бунимович, Теодор Захарович
Теодо́р Заха́рович Бунимо́вич (22 июля 1908, Тифлис — 29 марта 2001, Москва) — советский оператор и режиссёр документального кино и кукольной мультипликации, фронтовой кинооператор Великой Отечественной войны. Заслуженный деятель искусств РСФСР (1987), лауреат двух Сталинских премий (1942, 1943).

## Биография
Родился в Тифлисе (ныне Тбилиси, Грузия) в еврейской семье. После окончания в 1928 году операторского факультета Ленинградского государственного техникума кинематографии (ГТК) работал фоторепортёром для журналов «Огонёк», «Прожектор», «СССР на стройке», а также оператором на Ленинградских кинофабриках «Совкино» и «Трудкино». С 1930 года — оператор на Ростовской студии кинохроники. С 1937 года — на Московской студии кинохроники.
С началом Великой Отечественной войны в июле 1941 года был призван на фронт от Центральной студии кинохроники. С октября 1941 года — в киногруппе Западного фронта, в 1942—1943 годах — на Воронежском фронте. С апреля 1943 года был оператором Центральной оперативной киногруппы, с июля 1943 года снимал в авиационно-десантных частях 1-го Украинского фронта. Член ВКП(б) с 1943 года. Снимал штурм Берлина. После демобилизации в мае 1945 года работал на ЦСДФ.
В связи с кампанией борьбы с космополитизмом в июне 1949 года был уволен со студии и исключён из рядов ВКП(б). Поначалу работал на Иркутской студии кинохроники, в 1950 году перевёлся на  Сталинабадскую киностудию художественных фильмов. В период с 1951 по 1953 год — на Куйбышевской студии кинохроники, с 1953 по 1956 год — на Свердловской киностудии художественных и хроникальных фильмов.
В 1956 году был восстановлен в партии и, вернувшись в Москву, устроился на киностудию «Союзмультфильм» оператором и режиссёром объёмной анимации. Член комиссии по разработке технологического процесса производства кукольной мультипликации. Входил в режиссёрскую коллегию и худсовет объединения кукольных фильмов. Вышел на пенсию в 1984 году .
Кроме фильмов является автором более 350 сюжетов для кинопериодики: «Новости дня», «Пионерия», «Советский спорт», «Социалистическая деревня», «Союзкиножурнал», «Фитиль».
Член Союза кинематографистов СССР (Москва) с 1957 года.
Скончался 29 марта 2001 года в Москве. Похоронен на Ваганьковском кладбище.

### Семья
Жена — Фрида Семёновна Бунимович (1918—2005);

## Фильмография

### Документальное кино
Оператор
- 1928 — Хлеб
- 1931 — «Правда» в массы (совместно с П. Паллеем, В. Соловьёвым)
- 1932 — Ударники пропашной / Ударники пропашных (совместно с В. Пятовым)
- 1934 — Жемчужина Советского Союза / Сочи — Мацеста (совместно с Л. Мазрухо)
- 1934 — Почётный юбилей (совместно с Б. Маневичем)
- 1935 — Мария Лаптева
- 1935 — Подарок Родины (совместно с Я. Авдеенко)
- 1936 — Победители горных вершин (в соавторстве)
- 1936 — Праздник джигитов (в соавторстве)
- 1936 — Советские казаки (в соавторстве)
- 1937 — Ворошиловские кавалеристы (в соавторстве)
- 1941 — XXIV Октябрь (в соавторстве)
- 1941 — Бой за высоту «А» (совместно с П. Касаткиным)
- 1941 — На защиту родной Москвы, № 1 (в соавторстве)
- 1941 — На защиту родной Москвы, № 3 (в соавторстве)
- 1941 — На защиту родной Москвы, № 4 (в соавторстве)
- 1942 — День войны (в соавторстве)
- 1942 — На защиту родной Москвы, № 8—9 (в соавторстве)
- 1942 — Разгром немецких войск под Москвой (в соавторстве)
- 1942 — Ратификация англо-советского союзного договора. Заседание Верховного Совета СССР (совместно с И. Беляковым, Р. Карменом, Криговским, Р. Халушаковым)
- 1943 — Крылья народа (не выпущен; в соавторстве)
- 1944 — Битва за Белоруссию / Освобождение Советской Белоруссии (совместно с Р. Карменом, В. Соловьёвым, Крыловым, В. Штатландом)
- 1945 — XXVIII Октябрь (в соавторстве)
- 1945 — Парад Победы (ч/б вариант; в соавторстве)
- 1945 — К пребыванию в Москве государственного секретаря Соединённых Штатов Америки г-на Эдварда Р. Стеттиниуса (в соавторстве)
- 1946 — 1 Мая (ч/б вариант; в соавторстве)
- 1946 — В Северной Корее
- 1946 — День авиации (в соавторстве)
- 1946 — Молодость нашей страны (в соавторстве)
- 1946 — Парад молодости (в соавторстве)
- 1946 — Похороны Михаила Ивановича Калинина (спецвыпуск «Новости дня» № 32—33; в соавторстве)
- 1947 — День победившей страны (в соавторстве)
- 1947 — Первое Мая (цветной вариант; в соавторстве)
- 1947 — Северная Корея (в соавторстве)
- 1947 — Слава Москве / 800-летие Москвы (в соавторстве)
- 1947 — Советская Латвия (в соавторстве)
- 1948 — 1 Мая (ч/б вариант; в соавторстве)
- 1948 — XXXI Октябрь (в соавторстве)
- 1948 — Подготовка к Майскому параду
- 1949 — 1 Мая (ч/б вариант; в соавторстве)
- 1949 — Орденоносная Московская область (в соавторстве)
- 1949 — Памяти великого Ленина (в соавторстве)
- 1949 — Посланцы молодости (в соавторстве)
- 1950 — Авиационные спортсмены
- 1950 — За массовый авиационный спорт
- 1950 — Занимайтесь авиационным спортом
- 1952 — Спортивная зима (совместно с Н. Степановым, А. Каировым, Э. Бобрицким)
- 1954 — Пути и путевое хозяйство
- 1955 — Уход за пропавшими культурами
- 1955 — Хозяин поезда
- 1956 — Гидростанция
- 1956 — Скоростное фрезерование

Режиссёр
- 1928 — Тринадцатидневный поход туристов по Карелии
- 1934 — Жемчужина Советского Союза / Сочи — Мацеста
- 1947 — Северная Корея
- 1950 — Авиационные спортсмены
- 1950 — За массовый авиационный спорт
- 1950 — Занимайтесь авиационным спортом
- 1951 — Планеристы[11]
- 1952 — Дом авиации
- 1952 — ДОСААФ в колхозе

### Мультипликация
Оператор
- 1957 — Слово имеют куклы
- 1958 — Петя и волк
- 1958 — Старик и журавль
- 1959 — Али-Баба и сорок разбойников
- 1960 — Мурзилка на спутнике
- 1960 — Прочти и катай в Париж и Китай
- 1960 — Про козла
- 1961 — Новичок
- 1961 — Окна сатиры
- 1962 — Банальная история
- 1962 — Кто сказал мяу?
- 1962 — Летающий пролетарий
- 1963 — Ку-ка-ре-ку!
- 1963 — Москвичок
- 1963 — Хочу быть отважным
- 1964 — Жизнь и страдания Ивана Семёнова
- 1965 — Автомат
- 1965 — Песня летит по свету
- 1965 — Странички календаря
- 1966 — Потерялась внучка
- 1968 — Комедиант
- 1968 — Соперники
- 1969 — Золотой мальчик
- 1968 — Рисунок на песке
- 1970 — Отважный Робин Гуд
- 1971 — Самый младший дождик
- 1972 — Мама
- 1972 — Чебурашка
- 1972 — Мастер из Кламси
- 1973 — Аврора
- 1973 — Кем быть?
- 1973 — Лиса и заяц
- 1973 — Митя и Микробус
- 1974 — Шапокляк
- 1975 — Садко богатый
- 1975 — Маяковский смеётся
- 1975 — Уступите мне дорогу
- 1976 — Зайка-зазнайка
- 1976 — Петя и волк
- 1977 — Жила-была курочка
- 1977 — Самый маленький гном (выпуск 1)
- 1978 — Метаморфоза
- 1981 — Тайна третьей планеты
- 1983 — Чебурашка идёт в школу

Режиссёр
- 1957 — Слово имеют куклы (совместно с А. Карановичем)
- 1960 — Прочти и катай в Париж и Китай (совместно с А. Карановичем)
- 1961 — Окна сатиры
- 1963 — Ку-ка-ре-ку! (совместно с А. Карановичем)
- 1967 — Богородская сказка
- 1967 — Почему он ушёл?
- 1968 — Ковры из Средней Азии (по заказу Внешторгрекламы)[12]
- 1969 — Обогнал
- 1970 — Хочутак
- 1971 — Случай на даче
- 1975 — Спортлото (по заказу Главспортлото)[13]

## Награды и премии
- Сталинская премия первой степени (11 апреля 1942) — за фильм «Разгром немецких войск под Москвой» (1942)[3][14];
- Сталинская премия второй степени (19 марта 1943) — за фронтовые съёмки для «Союзкиножурнала» в 1942 году[3][15];
- орден Красной Звезды (14 апреля 1944)[3];
- медаль «За оборону Москвы»[3];
- медаль «За победу над Германией в Великой Отечественной войне 1941-1945 гг.»[3];

- медаль «За победу над Японией»[4];

Памятный знак операторам-фронтовикам Великой Отечественной войны в Ростове

- заслуженный деятель искусств РСФСР (18 июня 1987)[3];
- орден Отечественной войны 2-й степени (6 апреля 1985)[16];
- 23 медали СССР [3].

## Память
Имя Т. Бунимовича увековечено среди имён кинооператоров Ростовской киностудии, снимавших на фронтах Великой Отечественной войны. Мемориал напротив Ростовского «Дома кино» был открыт в мае 2015 года.